# Роберт Баратеон
Роберт Баратеон (англ. Robert Baratheon) — вигаданий персонаж серії фентезі-романів «Пісня льоду й полум'я» американського письменника Джорджа Р. Р. Мартіна, та його телевізійної адаптації «Гра престолів».
Вперше з'являється у дебютному романі серії «Гра престолів» (1996). Роберт Баратеон є найстаршим сином та спадкоємцем Стеффона Баратеона — лорда Штормокраю (Storm's End) і хранителя Штормових Земель — та леді Кассани Естермонт. Має двох братів Станніса та Ренлі. Роберт розпочинає повстання (пізніше назване його ім'ям), щоб врятувати свою наречену Ліанну Старк. Разом з ним у заколоті проти короля Ейриса ІІ Таргарієна (Божевільного Короля) бере участь брат Ліанни Еддард Старк, та їхній вихователь Джон Арин. Після знищення родини Таргарієнів та перемоги, Роберт займає Залізний Трон та започатковує правління династії Баратеонів. Однак Ліанна помирає під час війни, і Роберт одружується з Серсі Ланністер, донькою Тайвіна Ланністера, щоб забезпечити політичну стабільність.
У телевізійній адаптації від «HBO» роль Роберта Баратеона грає англійський актор Марк Едді. Виконавчі продюсери серіалу Девід Беніофф та Ді Бі Вайсс розповіли, що прослуховування Марка на роль Роберта були найкращими, які їм доводилось бачити, тож вони без жодних вагань затвердили його у проєкті.

## Родовід
|  |                   |  |  |  |  |  |  |  |  |  |  |  |  |  |  |  |
|  | Ліонель Баратеон  |  |  |  |  |  |  |  |  |  |  |  |  |  |  |  |
|  |                   |  |  |  |  |  |  |  |  |  |  |  |  |  |  |  |
|  |                   |  |  |  |  |  |  |  |  |  |  |  |  |  |  |  |
|  | Ормунд Баратеон   |  |  |  |  |  |  |  |  |  |  |  |  |  |  |  |
|  |                   |  |  |  |  |  |  |  |  |  |  |  |  |  |  |  |
|  |                   |  |  |  |  |  |  |  |  |  |  |  |  |  |  |  |
|  | Леді Баратеон     |  |  |  |  |  |  |  |  |  |  |  |  |  |  |  |
|  |                   |  |  |  |  |  |  |  |  |  |  |  |  |  |  |  |
|  |                   |  |  |  |  |  |  |  |  |  |  |  |  |  |  |  |
|  | Стеффон Баратеон  |  |  |  |  |  |  |  |  |  |  |  |  |  |  |  |
|  |                   |  |  |  |  |  |  |  |  |  |  |  |  |  |  |  |
|  |                   |  |  |  |  |  |  |  |  |  |  |  |  |  |  |  |
|  | Ейгон V Таргарієн |  |  |  |  |  |  |  |  |  |  |  |  |  |  |  |
|  |                   |  |  |  |  |  |  |  |  |  |  |  |  |  |  |  |
|  |                   |  |  |  |  |  |  |  |  |  |  |  |  |  |  |  |
|  | Рейла Таргарієн   |  |  |  |  |  |  |  |  |  |  |  |  |  |  |  |
|  |                   |  |  |  |  |  |  |  |  |  |  |  |  |  |  |  |
|  |                   |  |  |  |  |  |  |  |  |  |  |  |  |  |  |  |
|  | Бета Блеквуд      |  |  |  |  |  |  |  |  |  |  |  |  |  |  |  |
|  |                   |  |  |  |  |  |  |  |  |  |  |  |  |  |  |  |
|  |                   |  |  |  |  |  |  |  |  |  |  |  |  |  |  |  |
|  | Роберт І Баратеон |  |  |  |  |  |  |  |  |  |  |  |  |  |  |  |
|  |                   |  |  |  |  |  |  |  |  |  |  |  |  |  |  |  |
|  |                   |  |  |  |  |  |  |  |  |  |  |  |  |  |  |  |
|  | Лорд Естермонт    |  |  |  |  |  |  |  |  |  |  |  |  |  |  |  |
|  |                   |  |  |  |  |  |  |  |  |  |  |  |  |  |  |  |
|  |                   |  |  |  |  |  |  |  |  |  |  |  |  |  |  |  |
|  | Кассана Естермонт |  |  |  |  |  |  |  |  |  |  |  |  |  |  |  |
|  |                   |  |  |  |  |  |  |  |  |  |  |  |  |  |  |  |
|  |                   |  |  |  |  |  |  |  |  |  |  |  |  |  |  |  |
|  | Леді Естермонт    |  |  |  |  |  |  |  |  |  |  |  |  |  |  |  |
|  |                   |  |  |  |  |  |  |  |  |  |  |  |  |  |  |  |
|  |                   |  |  |  |  |  |  |  |  |  |  |  |  |  |  |  |

## Опис персонажу
На початку серії романів Роберт перебуває у проміжку від 30 до 40 років. У нього типові для Баратеонів риси: чорне волосся, яскраві сині очі та дуже високий зріст (2 метри).
У свої молоді роки Роберт був вродливим, гладко виголеним та м'язистим «мов з дівочих мрій». Ще парубком він був потужним як бик, з могутнім голосом та безстрашний у битві, — справжній воїн, якого обожнювали прості солдати. Його улюбленою зброєю був бойовий молот з гостряком. Цей молот був таким важким, що навіть Нед міг ледве його підняти. І хоча Роберт був завзятим і нетерплячим, він був милостивий до своїх ворогів, якщо вони поводились шляхетно та сміливо. Він міг вселяти відданість та дружбу навіть у ворогів завдяки своїй харизмі.
Після того, як Роберт зайшов на трон, він став дуже гладким через надмірну обжерливість та пияцтво на нескінченних бенкетах. Він набрав 50 зайвих кілограмів за 9 років, і перетворився на червонопикого чоловіка з темними синцями під очима, зазвичай напівп'яного та спітнілого при ходьбі.
<…>король набрав щонайменше три пуди. Чорна й жорстка, як дріт, борода затуляла подвійне підборіддя й обвислі королівські щоки, але ніщо не могло приховати ні черева, ні темних кіл під очима.<…>.
І хоча він втратив свою найкращу форму через постійне п'янство та зайву вагу, Джеймі Ланністер вважає, що навіть у такому стані Роберт дужчий за нього.
Роберт — життєрадісний чоловік з різноманітними пристрастями, який звик їх задовольняти. Через свої стосунки з різноманітними жінками (чи то повії, чи то жінки з його оточення) він став батьком для багатьох позашлюбних дітей (17 відповідно до пророцтва Меггі Жаби, ворожки з Ланніспорта). Ця жага до жінок стала головною темою для багатьох непристойних застольних пісень по всьому королівству. Як король, Роберт відомий своїм проявом гостинності (примусовим чи ні) до підлеглих, що супроводжується недбалою та надмірною щедрістю. Будучи гордим чоловіком, Роберт мало коли відмовляється від своїх слів, навіть якщо вони були сказані у п'яному угарі. Також він не звик, коли з ним не погоджуються, що робить його вразливим для маніпуляцій іншими людьми. Тиріон Ланністер бачить у Роберті «великого гомінкого незграбу», тоді як Варіс описує його як йолопа. Дружина Роберта Серсі вважає його дурнем, неосвіченим тупаком та п'яницею, якому бракує жорсткої дисципліни, яка, на її думку, притаманна справжнім королям. За словами Пітира Бейліша, Роберт майстерно навчився заплющувати очі на ті речі, які йому не до вподоби.

## Сюжетні лінії

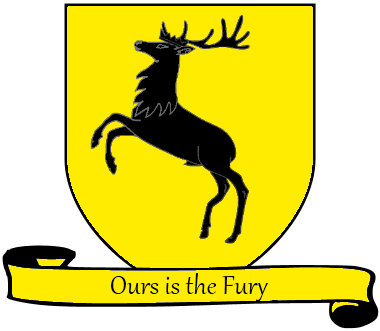
Герб родини Баратеонів

### У книжках
Роберт Баратеон не є особою з власною оповіддю подій, тож його дії спостерігаються через інших персонажів, таких як Еддард Старк. Роберт з'являється лише в першому романі серії «Гра престолів», хоча згадки про нього присутні й в наступних книжках.
Перед тим як стати королем, Роберт Баратеон був підопічним Джона Арина, та виховувався у Соколиному гнізді разом з Еддардом Старком. За 15 років до початку подій, Роберт заручився з сестрою Еддарда Ліанною, яку він до нестями кохав (але не взаємно). Після зникнення Ліанни, Роберт разом з Рейгаром Таргарієном очолив повстання для повалення династії Таргарієнів, та згодом вбив Рейгара у поєдинку віч-на-віч. Після того, як стало зрозуміло, що Ліанна померла під час повстання, Роберт одружується з Серсі Ланністер, щоб підтримкою Ланністерів зміцнити своє правління. Але спогади про Ліанну заважають та віддаляють його від Серсі.

#### Гра престолів
Після раптової смерті Джона Арина, король Роберт приїжджає до Вінтерфела, щоб назначити свого найкращого друга Еддарда Старка правицею короля. Він не підозрює, що троє дітей Серсі насправді від її брата-близнюка Джеймі Ланністера. Будучи більш зацікавленим їжею, винами та турнірами, ніж державницькою діяльністю, Роберт лишає королівську скарбницю у значних боргах. Після невдалого полювання (влаштованого Ланністерами), Роберт зазнає смертельного поранення, та призначає Еддарда регентом свого найстаршого сина Джоффрі. Після смерті короля, Еддард програє політичну боротьбу Ланністерам, що призводить до його публічної страти. Королівство занурюється у громадянську війну більш відому як «Війна п'яти королів» (події якої охоплюють наступні два романи).

### У серіалі

#### Передісторія
Роберт Баратеон, колишній затятий вояка, стає королем Сімох Королівств після того, як він очолив повстання проти Ейриса ІІ Таргарієна. Він був заручений з Ліанною Старк сестрою Еддарда. І хоча любов Роберта була справжньою та глибокою, Ліанна надала перевагу Рейгару Таргарієну, з яким вона таємно одружилась перед їхньою втечею. Роберт припускає, що Ліанна була насильно викрадена, починає своє повстання разом з Еддардом Старком, чий батько та брат були вбиті у Королівській Гавані, намагаючись повернути Ліанну. Події, які закарбувались в історії «Повстання Роберта», призвели майже до повного винищення Таргарієнів. Відтоді Роберт займає Залізний Трон як представник родини Баратеонів, що є найбільш пов'язаною кровним спорідненим зв'язком з колишньою королівською династією.

#### Сезон 1
Роберт погладшав та став жалюгідним, не залишилось більше війн, у яких би він міг брати участь. Він оточений змовниками та підлабузниками. З огидою та нудьгою він змушений займатися щоденними справами та керувати королівством. З політичних міркувань він одружується з Серсі Ланністер, яку він ніколи не кохав. Роберту невідомо, що він не батько жодному зі своїх дітей. Справжнім батьком є Джеймі Ланністер. Під час його правління держава збанкрутіла, а Роберт загруз у боргах перед родиною своєї дружини. За дивних обставин Роберт зазнає важкого поранення на полюванні, та помирає не залишивши законного спадкоємця. У підсумку це призводить до загибелі Еддарда Старка, якому відрубали голову за наказом Джоффрі Баратеона.

#### Сезон 2
Після смерті Роберта його бастарди були засуджені до страти за наказом Джоффрі. Майже всі були вбиті за виключенням Гендрі, якому вдалось втекти зі столиці.

#### Сезон 6 & 7
Брандон Старк в одному зі своїх видінь викриває правду про взаємини Рейгара Таргарієна та Ліанни Старк, яка свідчить, що «Повстання Роберта» було хибним та ґрунтувалось на брехні.